# Karaunes
Karaunes o Qaraunes (negres o barrejats) a vegades també anomenats Neguderis o Nikudaris (que realment formen un grup similar però separat) foren un grup mongol que es va establir a l'Afganistan i est de Pèrsia.

## Fundació[1]
La paraula karauna es derivava de la paraula Mongola Khara, que vol dir "negre". Al principi eren subjectes del gran kan i servien com tamnas o tamachis a l'Afganistan. El gran kan nomenava els seus cap entre nobles no genguiskhànides com els generals Dayir i Mungudei. A la primera meitat del segle xiii foren enviats importants contingents mongols com a guarnició a les fronteres de l'Índia i Caixmir. Els van aportar els caps de diversos ulus: Txagatai, Joci i Ogodei. El 1253 Mongke va enviar a Sali Noyan per fer-se càrrec de les seccions enviades per Txagatai i Ogodei; va establir residència a Qunduz i Baghlan i va esdevenir una guarnició permanent que ben aviat es va posar al servei d'Hulagu. Les tropes enviades per Joci anaven manades per Neguder i vers el 1260 encara era viu i es mantenia independent de Sali Noyan i de Hulagu, responent davant els jòcides. El 1238 aquestes tropes tenien guarnició prop de l'Índia per encarar-se amb les forces militars de Delhi. Vers el 1250 el seu líder encara era Sali que era un general d'origen tàtar designat pel gran kan. Els senyors musulmans van arranjar la donació de 100.000 dinars a Sali Noyan i a canvi el comandant retiraria les seves tropes de Multan. Els mongols envaïren l'Índia unes quantes vegades buscant botí i esclaus.
Mongke Khan va ordenar a Sali i als seus soldats que s'unissin a l'exèrcit d'Hulegu el 1253. El 1260, els prínceps descendents de Jotxi (jòcides), Kuli, Baval i Tutar moriren: Baval, el pare de Nogai, fou executat per ordre d'Hulegu després d'obtenir permís de Berke que era el kan jòcida de l'Horda d'Or. Poc després, Kuli i Tutar morien sospitosament. Els soldats de l'Horda d'Or, que servien a Hulgeu, tenien por. Començaren a passar a les estepes de Kiptxak per Derbent i uns altres se n'anaren a través de Síria cap a Egipte. Hulegu, encoleritzat, va castigar molts soldats de l'Horda d'Or per la derrota a la batalla d'Ayn Jalut. Baiju general mongol, fou també executat. A l'est, la fugida de les tropes jòcides cap a l'Afganistan en nombre significatiu, conduïa a la creació el 1262 del grup dels mongols neguderi (nikudari) més coneguts com a karaunesdels que formaven una part. Berke va ordenar al general Neguder que ataqués la part oriental de l'Il-kanat. A vegades, els historiadors anomenen als karaunes com neguderis, nom que derivava d'aquest general Neguder.
Encara que alguns erudits afirmen que aquest grup no devia fidelitat a cap kanat en especial, se sap que en gran part va quedar sota autoritat del Kanat de Txagatai durant el regnat d'Alghu el 1262. Com a resultat de guerres entre kanats mongols, els karaunes van abandonar Hulegu i van capturar a Sali. Mentre que majoria dels karaunes era governat per prínceps Txagataïdes, hi va haver un altre grup al Khorasan format per Abaka a la frontera oriental per servir de defensa, i del qual va nomenar a l'antic kan txagataïda Mubarak Shah com el seu líder.
Vers el 1280 les tropes de Sali Noyan havien esdevingut un grup separat, però encara poc cohesionat i poc unificat. Una secció era dependent directament del Il-Khan mentre que un altre operava a la regió de Badghis, al Khurasan (Herat). Els amirs de les dues seccions eren nomenats pels il-kan i no era un càrrec hereditari tot i que la secció principal de Kunduz i Baghlan en certa manera ho fou per un temps ja que a Sali Noyan el va succeir el seu fill Uladu i a aquest el seu fill Baktut. Sota Uladu les dues seccions es van reunificar ja que l'Il-kan li va donar el comandament de la secció personal i devia conservar el comandament de l'altre secció ja que va estar actiu al Badghis i a Juwayn (Juvain). Segurament els neguderis anaven pel seu compte i mantenien la seva seu més al sud i són esmentats en incursions a Sistan, Kirman i fins i tot Fars; alguns neguderis van servir en l'exèrcit dels maliks d'Herat.
Duwa Khan (1282-1306 o 1307) va cridar al seu cosí Abd Allah (fill de Mubarak Shah) i va nomenar al seu propi fill Kutlugh Khwaja com a governador dels territoris karaunes vers el 1299. Els descendents de Duwa van governar als karaunes de llavors ençà. A Kutlugh Khwaja el va succeir el seu fill Daud Hoja (Dawud Khwaja). L'Il-Khan Oldjeitu reafirmava la reclamació dels seus avantpassats a l'Afganistan i repel·lia els karaunes el 1314. A un altre príncep txagataída, Yasaur, que s'havia passat al seu servei, li va donar terres a l'Afganistan (Badghis). Gràcies al suport de Ayurbawda (Buyantu Khan, en xinès Renzong) de la dinastia Yuan i amb el consentiment d'Oljeitu, el kan Kebek va recuperar el territori pacíficament. El kan Esen Buka I i després Tarmaixirin foren governadors militars dels karaunes abans d'esdevenir kans de Txagatai. El grup va participar en totes les invasions mongoles de l'Ííndia des de 1241.
Vers el 1300 aquest tumen ja portava el nom de Karaunes (Qaraunes) i en algun moment proper al canvi de segle (vers 1299), van donar la seva lleialtat al kan de Txagatai enlloc de al Il-kan. Vers 1320 el amir dels Karaunes va passar a ser Boroldai o Borolday (membre de la tribu Oronaut) i el tumen gaudia de considerable poder. Fins aquesta data havia estat regit per descendents de Sali Noyan. A Borolday el va succeir uns anys després Qazaghan. La residència d'aquest era Sali Sarai, prop de Kunduz i Baghlan, el que fa suposar que Sali Sarai fou la residència original de Sali Noyan i s'hauria mantingut com a seu sota els seus successors. Segurament tant Boroldai com Qazaghan eren amirs nomenats pels kans i no havien heretat el càrrec. Boroldai i Qazaghan tenien alguna relació per matrimoni; Boroldai i el fill de Boroldai estaven casats amb germanes de Qazagan, i a la mort de Boroldai, Qazagan va poder atreure les seves tropes al seu control (i no en va donar el comandament al fill de Boroldai). Els karaunes tenien molta importància perquè els mogols (jats) es referien amb aquest nom a tots els habitants de l'ulus Txagatai i, per tant, els historiadors rarament van utilitzar el terme (ni Yazdi Sharaf al-Din ni Shami Nizam al-Din empren mai aquesta paraula, amb l'excepció dels combats entre Timur i Amir Husayn a Karshi el 1366-1368), però si que fou utilitzat parcialment al Muntakhab al-Tawarik, fet utilitzant les tradicions turques. Els Neguderis i els Boroldai són considerats subseccions dels Karaunes amb el seu propi lideratge. Els arlats i els apardis són anomenats a vegades karaunes, però no serien estrictament el mateix grup sinó que la seva composició ètnica va evolucionar en paral·lel: de grups tribals nòmades mongols o turcomongols van passar a ser grups nòmades turcomongoles altament turquitzats.

## Pujada al poder i decadència
Servint sota el Khans, guanyaren la seva confiança; els karaunes eren la força principal per a les campanyes militars a Pèrsia i l'Índia. Passaven l'hivern al voltant de Gazni i l'estiu a Ghur i Gardjistan. Segons Marco Polo, es barrejaven amb indis i turcs, perquè els seus soldats eren incapaços d'estar en contacte amb Mongòlia per trobar mullers d'aquesta ètnia. Després de la mort de Qazan Khan a mans del cap dels karaunes l'amir Qazaghan, el kanat de Txagatai es va partir de fet en dues parts (conegudes com a Txagatai i Mogolistan) fins que es va reunificar temporalment sota Tughlugh Timur (1347-1363). Els turco-mongols de Txagatai van caure sota el control dels oboghs seminòmades: els arlat a l'oest, els barles al centre, i els jalayir al nord, i dos grups militars no tribals, el karaunes i els kauchins. L'hegemonia del kanat la va exercir des de 1346 a 1358 l'amir Qazaghan i després el seu fill Abd Allah ibn Qazaghan, però el mateix 1358 fou enderrocat per una revolta i el poder va passar a Buyan Suldus.
La pèrdua del poder a l'ulus Txagatai per part dels Karaunes (Abd Allah ibn Qazaghan) no va suposar la pèrdua de la direcció de la tribu per part del net de Qazagan, Amir Husayn.
Amb la invasió dels mongols orientals el 1360, l'ascens karauna va fallar. El 1362 Tamerlà es va unir als karaunes, manats ara per Amir Husayn, net de Qazaghan. Transoxiana fou alliberada dels mongols orientals del Mogolistan, que consideraven bàrbars. El 1365 el mogols orientals envaïen una altra vegada el país però ara les forces dels karaunes i dels barles els van derrotar.
Poc després d'aquest fracàs, els vencedors Tamerlà i Husayn van establir un govern conjunt a Transoxiana, instal·lant un kan titella. Husayn va decidir construir ell mateix una base urbana per servir de capital permanent, que fou el lloc de Balkh a l'Afganistan, arruïnada des del temps de Genguis Kan, i que ara es va desenvolupar com una antiSamarcanda. Quant a l'ambiciós Tamerlà, se li va enfrontar; Husayn tenia poc suport per certs trets el seu caràcter i el 1370 al front dels seus partidaris, Tamerlà el va derrotar fàcilment i va ocupar Balkh. Amir Husayn va acabar assassinatr. Timur en va donar el comandament al seu fidel Cheku Barles, comandament que es va conservar en ell i els seus descendents fins vers el 1426. Tamerlà va dominar totalment als karaunes després del 1370.
Durant el regnat de Tamerlà (+ 1405) els karaunes van formar una part important del seu exèrcit. Baber va fer notar que encara parlaven mongol al final del segle xv.

## Descendents moderns
Els nikudaris (aquest nom va desaparèixer progressivament) o karaunes van esdevenir un grup de població de l'Afganistan d'origen mongòlic. Encara que no s'assemblen als mongols en la seva aparença física com s'assemblen molts hazares, conserven algunes peculiaritats lingüístiques mongoles que els hazares han perdut. Els karaunes solien parlar mongol encara que avui dia s'ha extingit. Neguder que els va donar el nom original, és considerat per uns com un general de l'Horda d'Or, però segons la recerca de Weiers que Morgan no cita, era el líder dels rebels contra Abaqa Khan. Avui dia es considera que formen part del poble hazara.